# Håkan Syrén
Håkan Syrén, švedski general, * 31. januar 1952, Växjö.
Syrén je nekdanji vrhovni poveljnik Švedskih oboroženih sil; na tem položaju je bil od 1. januarja 2004 do 25. marca 2009. Pred tem je bil poveljnik Švedskega amfibijskega korpusa. Trenutno deluje kot predsednik Vojaškega komiteja Evropske unije.